# Сорђенте (Беневенто)
Сорђенте је насеље у Италији у округу Беневенто, региону Кампанија.
Према процени из 2011. у насељу је живело 90 становника. Насеље се налази на надморској висини од 492 м.